# Euphorbia masirahensis
Euphorbia masirahensis är en törelväxtart som beskrevs av Ghaz.. Euphorbia masirahensis ingår i släktet törlar, och familjen törelväxter.
Artens utbredningsområde är Oman. Inga underarter finns listade i Catalogue of Life.